# Albibarbefferia
Albibarbefferia is een vliegengeslacht uit de familie van de roofvliegen (Asilidae).

## Soorten
- A. albibarbis (Macquart, 1838)
- A. armatus (Hine, 1918)
- A. bicolor (Bellardi, 1861)
- A. bimaculata (Bellardi, 1861)
- A. cingulata (Bellardi, 1861)
- A. duncani Wilcox, 1966
- A. eximia (Bellardi, 1861)
- A. grandis (Hine, 1919)
- A. heteroptera (Macquart, 1846)
- A. incognita (Forbes, 1987)
- A. leucocomus (Williston, 1885)
- A. marginata (Bellardi, 1861)
- A. neosimilis (Forbes, 1987)
- A. peralta (Wilcox, 1966)
- A. quadrimaculata (Bellardi, 1861)
- A. sagax (Williston, 1901)
- A. sonorensis (Forbes, 1987)
- A. tagax (Williston, 1885)
- A. vertebrata (Bromley, 1940)
- A. zonata (Hine, 1919)